# Awassa
Awassa (auch Awasa oder Hawassa, amharisch አዋሳ Awassa) ist die Hauptstadt der Region Sidama, in der sie liegt, und der Region der südlichen Nationen, Nationalitäten und Völker, zu der sie bis 2020 gehörte und für die noch eine neue Hauptstadt gesucht wird. Sie liegt im Süden Äthiopiens am Awasasee im Ostafrikanischen Grabenbruch, rund 280 km südlich von Addis Abeba.
Laut Schätzung von 2016 hatte Awassa 318.618 Einwohner. 1994 waren von 69.169 Bewohnern 31,42 % Amharen, 24,91 % Wolaytta, 11,55 % Oromo, 10,2 % Sidama, 4,85 % Kambaata, 4,6 % Tigray, 3,23 % Soddo-Gurage, 2,15 % Silt'e, 2,13 % Sebat-Bet-Gurage und 1,56 % Hadiyya. 63,42 % sprachen Amharisch als Muttersprache, 14,55 % Wolaytta, 8,19 % Sidama, 4,2 % Oromo, 2,47 % Tigrinya und 2,38 % Kambaata.
Die Stelle des heutigen Awassa dürfte ursprünglich dicht bewaldet gewesen sein, und bis heute stehen vor allem im Norden und Westen der Stadt hohe Eichen und Akazien. Die ganzjährige Verfügbarkeit von Wasser machte den Ort für die Bewohner des Hochlandes attraktiv, in jüngerer Zeit ist die Wasserqualität allerdings schlechter geworden, da wie in anderen äthiopischen Städten kein Abfallentsorgung- und Abwasserreinigungssystem besteht. Dass Awassa zur Hauptstadt der Provinz Sidamo wurde und später die Hauptstadt der Region der südlichen Nationen, Nationalitäten und Völker ist, trug zum starken Wachstum der Stadt bei.
Eine Straße verbindet Awassa mit Addis Abeba und mit Nairobi.
Fischerei im Awasasee ist ein wichtiger Erwerbszweig der Stadt. Das internationale Unternehmen Indochine, das weltweit 15.000 Beschäftigte hat, baut vor Ort eine Textilfabrik für Oberbekleidung auf, sie beschäftigte im Jahr 2017 1500 Näherinnen.
Mit dem Awasa Adventist College und der Universität Awassa (ehemals Debub University, Universität des Südens) verfügt die Stadt über zwei Hochschulen.
Awassa ist Sitz des Apostolischen Vikariats Awassa. Die größte und bekannteste Kirche in der Stadt ist St. Gabriel.

## Einwohnerentwicklung
Die folgende Übersicht zeigt die Einwohnerzahlen nach dem jeweiligen Gebietsstand seit der Volkszählung 1984.
| Jahr | Einwohner |
| ---- | --------- |
| 1984 | 36.169    |
| 1994 | 69.169    |
| 2007 | 157.139   |
| 2015 | 318.618   |

## Bildergalerie

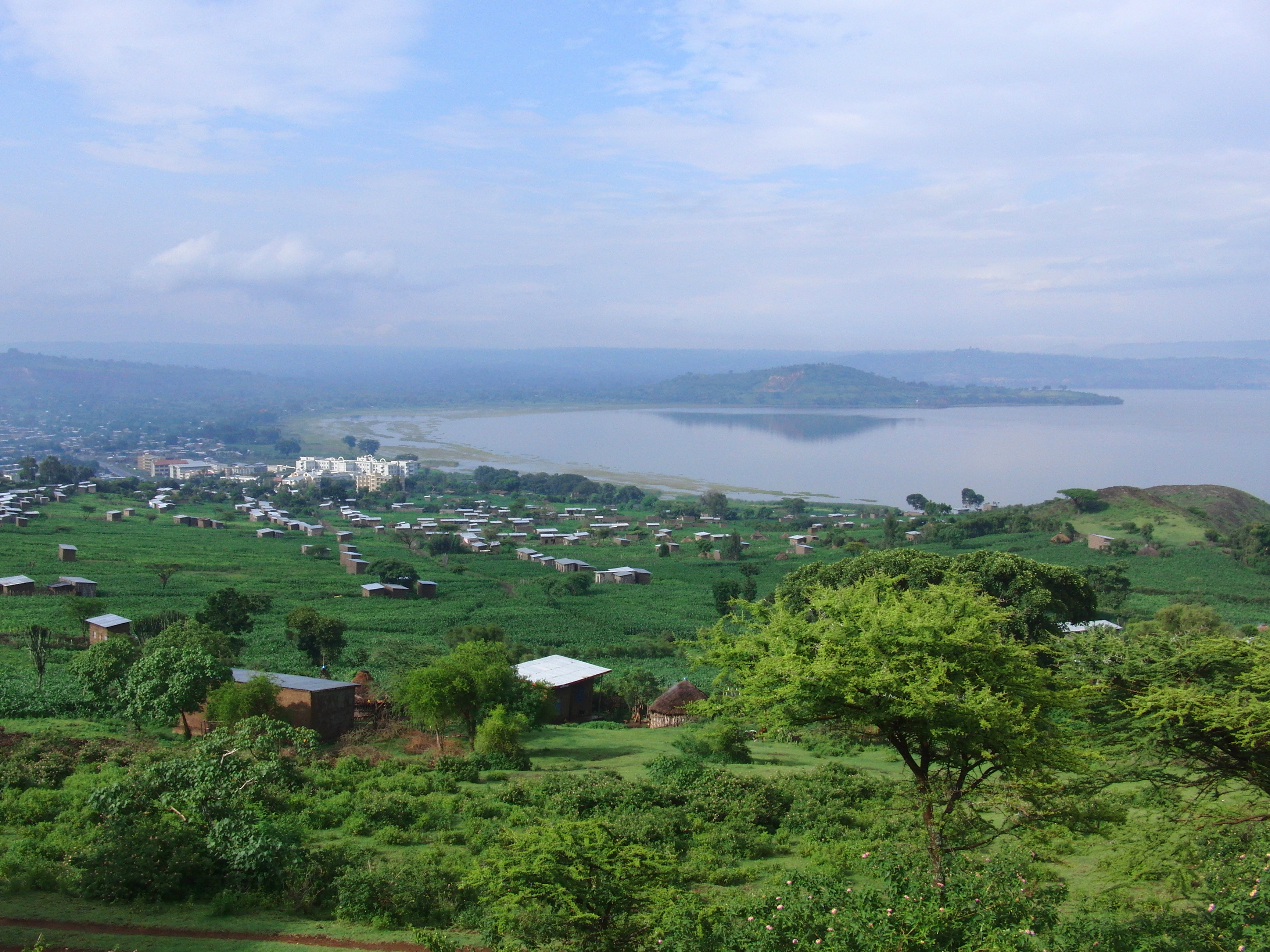
Blick über den Stadtrand von Awassa und den Awasasee
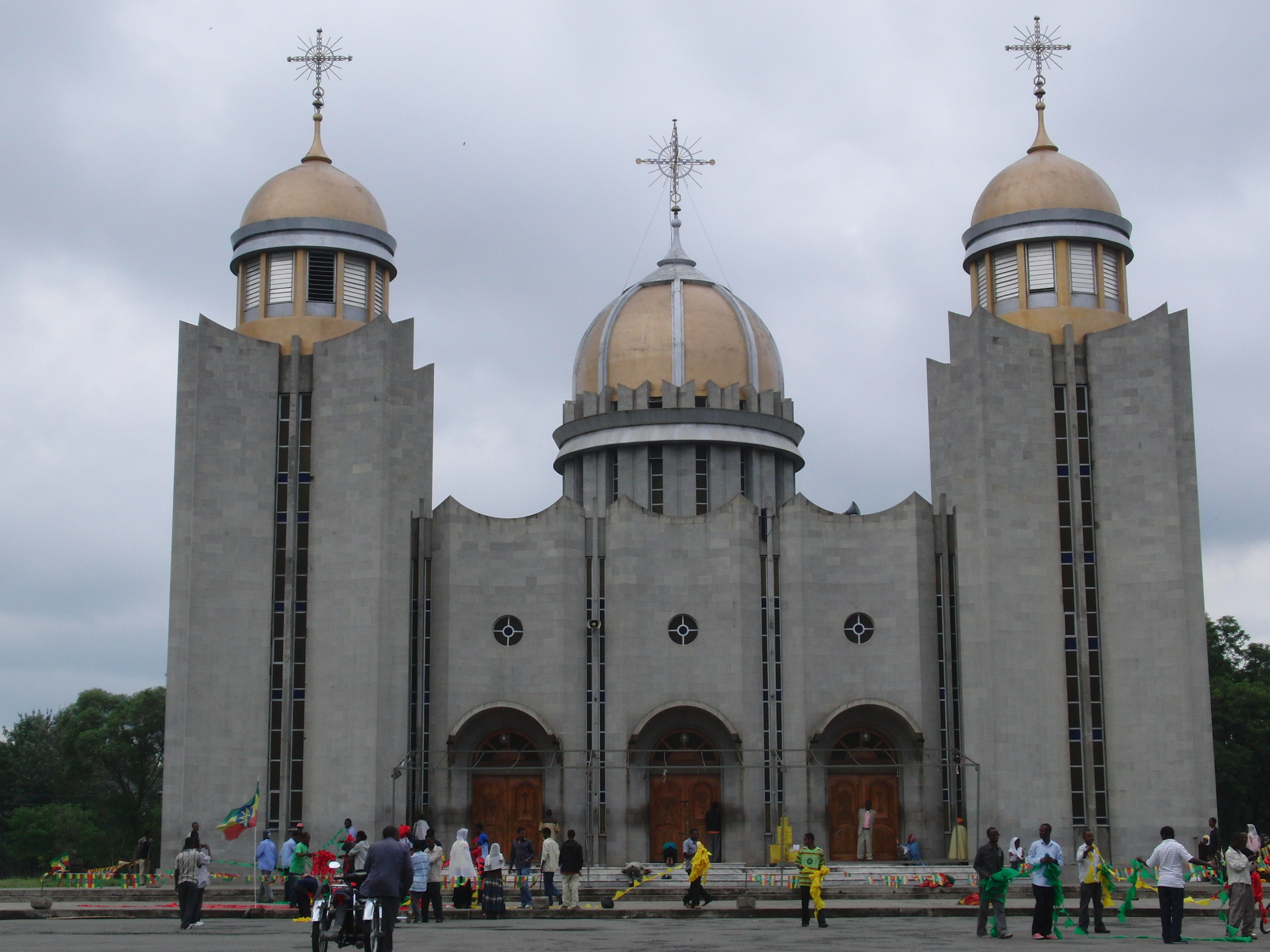
Die Kirche St. Gabriel ist eine der bekanntesten Sehenswürdigkeiten in Awassa
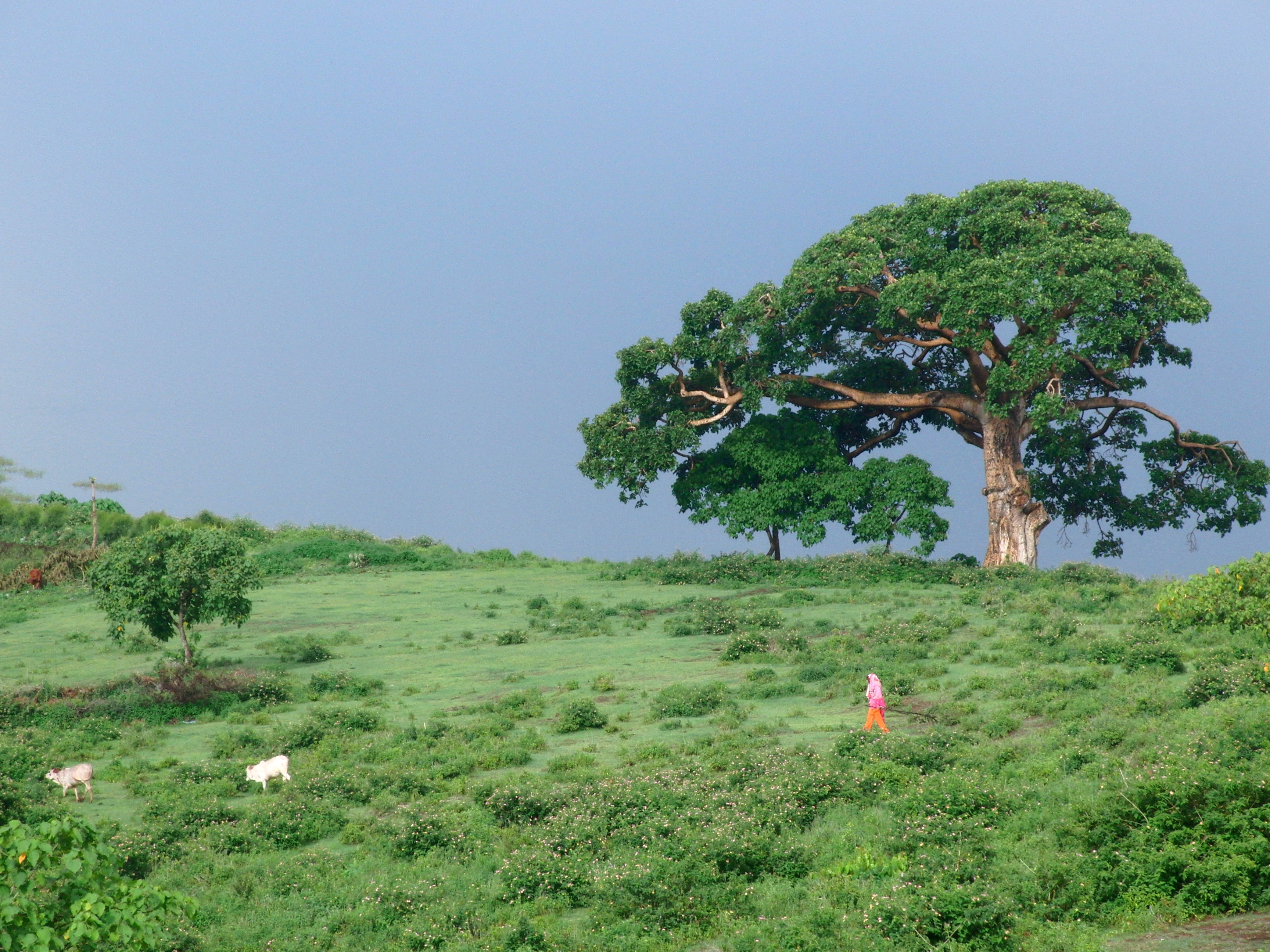
Eine Frau und ihr Vieh auf dem Gipfel der größten Erhebung nahe Awassa

## Klimatabelle
|                       | Jan | Feb | Mär | Apr | Mai | Jun | Jul | Aug | Sep | Okt | Nov | Dez |   |      |
| Mittl. Tagesmax. (°C) | 29  | 29  | 29  | 28  | 27  | 25  | 24  | 24  | 25  | 26  | 28  | 28  | ⌀ | 26,8 |
| Mittl. Tagesmin. (°C) | 19  | 20  | 21  | 21  | 20  | 19  | 19  | 19  | 19  | 19  | 19  | 19  | ⌀ | 19,5 |
|                       |     |     |     |     |     |     |     |     |     |     |     |     |   |      |
| Niederschlag (mm)     | 30  | 45  | 65  | 100 | 120 | 105 | 130 | 130 | 115 | 80  | 30  | 15  | Σ | 965  |
|                       |     |     |     |     |     |     |     |     |     |     |     |     |   |      |
| Regentage (d)         | 6   | 9   | 14  | 17  | 17  | 16  | 20  | 20  | 21  | 13  | 6   | 4   | Σ | 163  |

| 19 |

| 20 |

| 21 |

| 21 |

| 20 |

| 19 |

| 19 |

| 19 |

| 19 |

| 19 |

| 19 |

| 19 |

| 19 |

| 20 |

| 21 |

| 21 |

| 20 |

| 19 |

| 19 |

| 19 |

| 19 |

| 19 |

| 19 |

| 19 |